# Ghislain de Rasilly
Ghislain de Rasilly, né le 9 juillet 1943 à Juvardeil en Maine-et-Loire, est un évêque catholique français, père mariste et évêque de Wallis-et-Futuna de 2005 à 2018.

## Biographie

### Formation
Entré dans la Société de Marie (maristes) le 28 septembre 1962, Ghislain de Rasilly effectue sa première année de noviciat dans la maison mariste de « La Neylière » situé dans commune de Pomeys.
Il poursuit ensuite sa formation en vue du sacerdoce au séminaire des missions d'Océanie de Sainte-Foy-lès-Lyon et est ordonné prêtre le 6 février 1971.

### Principaux ministères
Tout d'abord aumônier de collège à Thionville, il est envoyé en 1973 en Nouvelle-Calédonie comme membre de l'équipe apostolique à Tyé.
En 1988, toujours en Nouvelle-Calédonie, il est élu supérieur de la communauté mariste du Nord et modérateur des paroisses de Pouébo ; Balade ; Bondé ; Koumac et Belep.
En 1995, il est nommé aumônier des étudiants et lycéens à Nouméa.
En 2002, il élu supérieur régional des pères maristes de Nouvelle-Calédonie et en 2003 il est nommé vicaire provincial des pères maristes d'Océanie à Suva, Fidji.
Le 19 juin 2005,  il est nommé évêque de Wallis-et-Futuna par le pape Benoît XVI et est consacré le 7 août suivant.
Le 24 décembre 2018, en raison de son âge (75 ans) Ghislain de Rasilly décide de démissionner de ses fonctions